# 西笠松站
西笠松站（日语：／ Nishi Kasamatsu eki */?）是位於岐阜縣羽島郡笠松町天王町，名古屋鐵道（名鐵）的竹鼻線車站。車站編號為「TH01」。此站只有4卡編成或2卡編成的列車停靠。曾經此站設有職員當值，現時為無人車站。

## 歷史

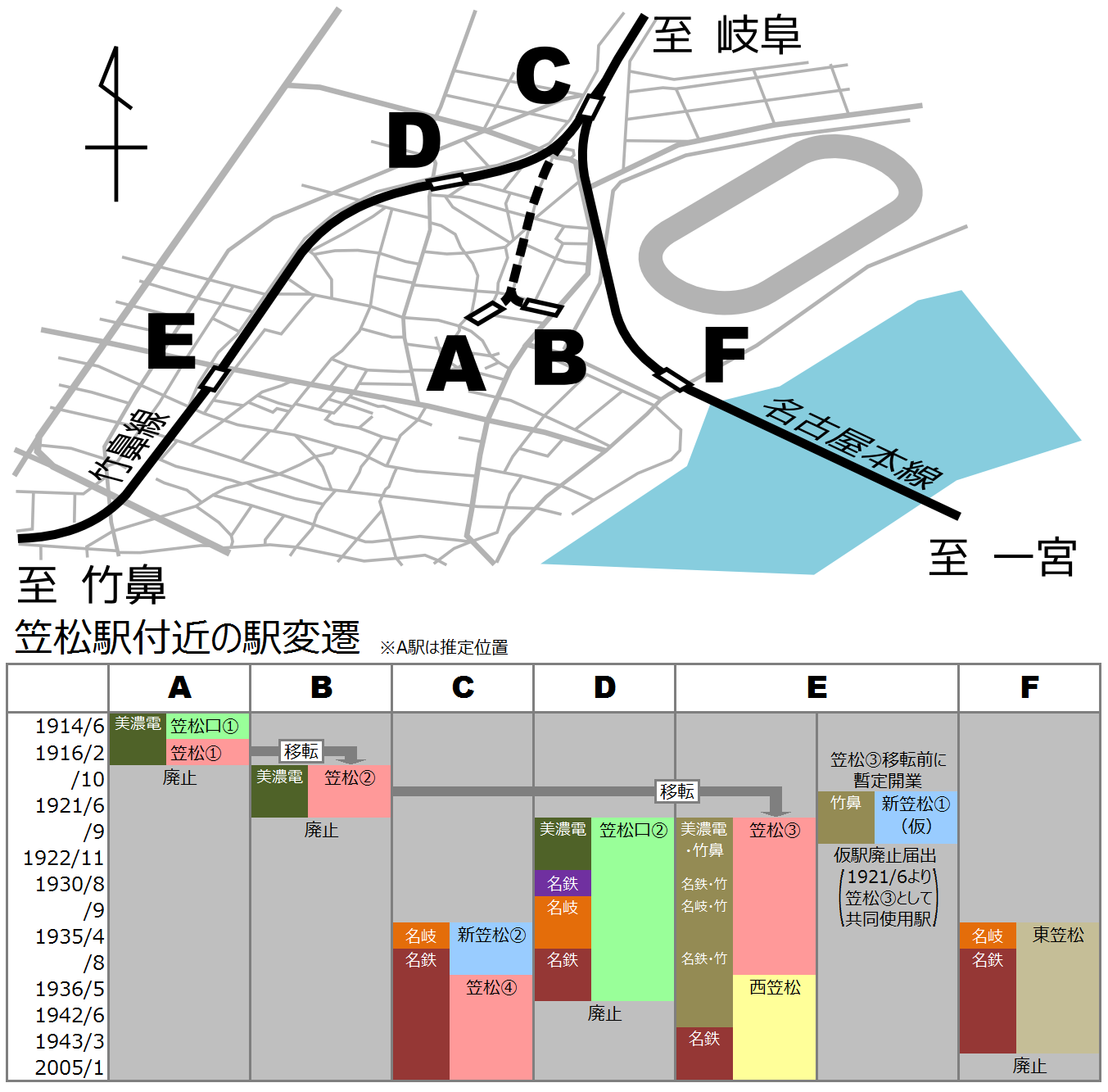
笠松站的變遷（此站為E站）

- 1914年（大正3年）6月2日 - 美濃電氣軌道笠松線開通，笠松口站 （第一代）啟用（圖中A站）[1]（位於現時笠松站南邊，位於八幡神社北側附近）。
- 1916年（大正5年）
  - 2月1日 - 笠松口站（第一代）改名為笠松站 （第一代）[2]。
  - 10月1日 - 笠松站 （第二代）遷移（圖中B站）[3]。
- 1920年（大正9年）10月25日 - 美濃電氣軌道（日语：美濃電気軌道）笠松站 （第二代，圖中B站）和末端區間（從新岐阜起點3英里23鏈以後）遷移，在遷移後的笠松站 （第三代）距離3英里67鏈（圖中E地點）。新車站申請成為竹鼻鐵道線的轉乘站（12月16日認可）[4]。
- 1921年（大正10年）
  - 6月10日 - 竹鼻鐵道在笠松站 （第三代）位置申請先行開設新笠松站（臨時站）（臨時車站使用期限直至8月10日，並於6月16日得到認可）[5][6]。
  - 6月25日 - 竹鼻鐵道新笠松站 （臨時車站，第一代）啟用[7]。
  - 8月8日 - 竹鼻鐵道申請臨時車站使用期限延長至9月20日（8月29日認可）[8][9]。
  - 9月21日 - 美濃電氣軌道笠松線遷移，笠松站 （第三代）啟用。並與新笠松仮站整合，成為兩線的共同使用車站[10]（廢除臨時車站於翌年11月25日提出，11月29日受理[11]）。
- 1930年（昭和5年）
  - 8月20日 - 美濃電氣鐵道與（舊）名古屋鐵道合併。
  - 9月5日 - （舊）名古屋鐵道改名為名岐鐵道。
- 1936年（昭和11年）5月 - 名岐線新笠松站 （第二代，圖中C站）改名為笠松站 （第四代），此站改名為西笠松站[12]。
- 1943年（昭和18年）3月1日 - 竹鼻鐵道與名古屋鐵道合併，使此站成為名鐵竹鼻線車站。
- 1965年（昭和40年）度 - 終束貨物業務[13]。
- 1998年（平成10年）6月1日 - 成為無人車站[14]。
- 2007年（平成19年）12月14日 - 車站可以使用「Tranpass」[15]。
- 2011年（平成23年）2月11日 - 車站可以使用「manaca」IC卡。
- 2012年（平成24年）2月29日 - 車站不再可以使用「Tranpass」。

## 車站構造
車站是一座地面車站，設有2面2線的相對式月台。此站可以使用「manaca」IC卡，同時引入了車站集中管理系統。上下行線月台靠近笠松一方設有出入口。

### 月台
| 月台 | 路線   | 上下行 | 方向               |
| ---- | ------ | ------ | ------------------ |
| 1    | 竹鼻線 | 下行   | 竹鼻、新羽島方向   |
| 2    | 竹鼻線 | 上行   | 笠松、名鐵岐阜方向 |

### 配線圖
| ← 新羽島方向    | 西笠松站 站內配線略圖 | → 笠松、 岐阜方向 |
| 图例 参考文献： |                       |                   |

## 利用狀況
- 在中提及在2013年度，當時1日平均上下車人次為1,107人，為名鐵所有車站（275站）排名第214，竹鼻線、羽島線（10站）中排名第7[18]。
- 在中提及在1992年度，當時1日平均上下車人次為1,216人，為除岐阜市內線均一車費區間內各站（岐阜市內線、田神線、美濃町線徹明町站至琴塚站之間）外名鐵所有車站（342站）中排名第209，竹鼻線、羽島線（16站）中排名第6[19]。
- 根據《笠松町統計書》，在2019年度1日平均上下車人次為1,118人。

| 年度               | 上下車人次 |
| ------------------ | ---------- |
| 2016年（平成28年） | 1,110      |
| 2017年（平成29年） | 1,102      |
| 2018年（平成30年） | 1,136      |
| 2019年（令和元年） | 1,118      |

## 車站周邊
- 笠松町公所（日语：笠松町役場）
- 笠松町立笠松小學（日语：笠松町立笠松小学校）
- 岐阜信用金庫

## 相鄰車站
名古屋鐵道
 竹鼻線
笠松（NH56）－西笠松（TH01）－柳津（TH02）

## 註腳
1. ↑  鐵道院監督局《鉄道免許・名古屋鉄道（元美濃電気軌道）1・明治45年～大正5年》 「14. 軽便線旅客運輸開始の件」
2. ↑  「軽便鉄道停車場名改称」『官報』1916年2月4日（國立國會圖書館數碼化收藏）
3. ↑  鐵道院監督局《鉄道免許・名古屋鉄道（元美濃電気軌道）1・明治45年～大正5年》 「52.  笠松停車場新駅使用開始届」
4. ↑  鐵道院監督局、鐵道省監督局《鉄道免許・名古屋鉄道（元美濃電気軌道）2・大正6～10年》 「26. 笠松線々路及工事方法変更の件」
5. ↑  鐵道院監督局、鐵道省監督局《鉄道免許・名古屋鉄道（元美濃電気軌道）2・大正6～10年》 「42. 仮停車場設置の件認可」
6. ↑  鐵道院監督局、鐵道省監督局《鉄道免許・竹鼻鉄道（名古屋鉄道）2・大正10年～昭和4年》 「8.  仮停車場設置の件」
7. ↑  鐵道院監督局、鐵道省監督局《鉄道免許・竹鼻鉄道（名古屋鉄道）2・大正10年～昭和4年》 「9. 笠松、竹鼻間運輸営業開始の件」
8. ↑  鐵道院監督局、鐵道省監督局《鉄道免許・名古屋鉄道（元美濃電気軌道）2・大正6～10年》 「46. 仮設停車場使用期限延期の件」
9. ↑  鐵道院監督局、鐵道省監督局《鉄道免許・竹鼻鉄道（名古屋鉄道）2・大正10年～昭和4年》 「13. 仮設停車場使用期限延期の件」
10. ↑  鐵道院監督局、鐵道省監督局《鉄道免許・竹鼻鉄道（名古屋鉄道）2・大正10年～昭和4年》 「14. 共同使用停車場竣功の件」
11. ↑  鐵道院監督局、鐵道省監督局《鉄道免許・竹鼻鉄道（名古屋鉄道）2・大正10年～昭和4年》 「21. 仮設新笠松停車場廃止の件」
12. ↑  渡利正彦「岐阜駅から見た名鉄の印象」、《鐵道畫刊》第816卷，電氣車研究會，2009年3月，168頁。
13. ↑  名古屋鉄道広報宣伝部（編）. . 名古屋鉄道. 1994: 340 （日语）.
14. ↑  寺田裕一. . Neko出版. 2013: 257. ISBN 978-4777013364 （日语）.
15. ↑  . 交通新聞 (交通新聞社). 2007-12-07: 1.
16. 1 2  駅時刻表：名古屋鉄道・名鉄バス （页面存档备份，存于）（日語），2019年3月24日參閲
17. ↑  電氣車研究會，《鐵道畫刊》通卷第816號2009年3月 臨時増刊號 「特集 - 名古屋鉄道」，卷末折込「名古屋鉄道 配線略図」
18. ↑  名鐵120年史編纂委員會事務局（編）. . 名古屋鐵道. 2014: 160–162 （日语）.
19. ↑  名古屋鐵道廣報宣傳部（編）. . 名古屋鐵道. 1994: 651–653 （日语）.
20. ↑  名鉄名古屋本線・名鉄竹鼻線利用状況 （页面存档备份，存于）（日語） 笠松町統計書 令和2年版，2021年5月31日參閲

## 外部連結
- 西笠松 - 名古屋鐵道